# Pointeuse mobile
 (mai 2021).
- Si vous ne connaissez pas le sujet, laissez ce bandeau (vous pouvez alors contacter les auteurs).
- Si vous supprimez le contenu mis en cause (vous pouvez préalablement contacter les auteurs),

argumentez précisément cette suppression dans la page de discussion
(un manque de référence n'est pas un argument ; une recherche réelle de référence doit avoir été effectuée, être formellement documentée).
 (mai 2021).
Si vous disposez d'ouvrages ou d'articles de référence ou si vous connaissez des sites web de qualité traitant du thème abordé ici, merci de compléter l'article en donnant les références utiles à sa vérifiabilité et en les liant à la section « Notes et références ».
Une pointeuse mobile est un système de pointage de temps destiné plus particulièrement au personnel détaché. 
À l'instar d'une pointeuse, ou encore badgeuse, celle-ci se distingue le plus souvent par sa capacité à pouvoir gérer les arrivées et départs du personnel sur des lieux distants. Grâce à différentes technologies, Internet, WiFi, 3G / 4G / 5G Mobile, LPWAN ou encore téléphonie fixe de type RTC ou IP, il est possible de collecter et suivre en temps réel les activités externes des entreprises.

## Dématérialisation et temps réel
Plusieurs services existent à ce jour, exploitant différentes technologies. 
Pointage par un téléphone fixe
Un employé arrive sur son lieu de travail, il compose un numéro de téléphone spécial, et en précisant son code personnel, il va pouvoir enregistrer son arrivée, ou son départ. Grâce à l'identification du numéro de téléphone fixe, on le localise précisément. A l'autre bout, le responsable depuis une console sécurisé sur Internet visualise en temps réel le trafic du personnel.
Le pointage par borne RFID
Bien souvent un porte clé ou encore un téléphone mobile suffit pour enregistrer son passage en le passant devant une borne fixé sur un site ou inversement.
Le pointage par mobile NFC
Technologie sans contexte d'avenir[réf. nécessaire], le pointage par mobile NFC permet une grande mobilité, tout en conservant l'exactitude de la localisation grâce à la puce ou Tag NFC qui est infalsifiable[réf. nécessaire]. En un geste, il suffit d'approcher le mobile de la puce pour déclencher l'enregistrement de l'arrivée ou du départ. 
D'autres services plus avancés proposent en plus, la géolocalisation des portables. 
Ici le procédé reprend le principe du GPS, et va permettre de localiser l'employé qui appelle afin de confirmer sa présence sur un site. Une fois effectué l'employé peut alors enregistrer son arrivée, départ voir uniquement de passage sur le site. La géolocalisation, à l'inverse du tracker GPS que l'on trouve dans les flottes de véhicule, ne géolocalise le mobile qu'au moment de l'appel de la Pointeuse Mobile. Et c'est cette différence qui est importante car elle préserve les droits de la personne en ne géolocalisant par en permanence celle-ci. 

## La protection du travailleur isolé
Grâce à ces procédés, une pointeuse mobile apporte un certain nombre de réponses dans le cadre de la protection des personnes ou des travailleurs isolés. En effet, quelques sociétés de services propose un service de supervision et de gestion d'alertes en temps réel. 
Si un employé par exemple n'a pas pointé son départ à l'heure prévue, peut être lui est il arrivé un accident sur son lieu de travail. Dans ce cas, le responsable ou l'employeur reçoit automatiquement un SMS ou un Email d'alerte le prévenant d'un éventuel incident.

## L'amélioration de la qualité de services
L'autre côté positif de ce suivi temps réel sur plusieurs sites, se retrouve pour le client. Grâce au contrôle et la gestion d'alerte, l'employeur peut intervenir avant que son client l'appelle, et donc améliorer ses services.